# Castelpizzuto
Castelpizzuto község (comune) Olaszország Molise régiójában, Isernia megyében.

## Fekvése
A megye délkeleti részén fekszik, Lorda és Volturno folyók összefolyásánál. Határai: Castelpetroso, Longano, Pettoranello del Molise, Roccamandolfi és Santa Maria del Molise.

## Története
A települést a 13. század elején alapították Castrum Piczutum néven. 1806-ig iserniai nemesi családok birtoka volt. 1807-ben Monteroduni község része lett, majd 1815-től önálló község.

## Népessége
A népesség számának alakulása:

## Főbb látnivalói
- középkori vár (Castello)
- Sant’Agata-templom
- Folgara termálvízű forrás